# Ölsta
Ölsta – miejscowość (tätort) w Szwecji, w regionie administracyjnym (län) Sztokholm, w gminie Ekerö.
Według danych Szwedzkiego Urzędu Statystycznego liczba ludności wyniosła: 652 (31 grudnia 2015), 718 (31 grudnia 2018) i 741 (31 grudnia 2019).
Miejscowość jest położona na zachód od Sztokholmu, w północnej części wyspy Färingsö na jeziorze Melar, w prowincji historycznej (landskap) Uppland.